# Ethel Seymour
Pour les articles homonymes, voir Seymour (patronyme).
Ethel Seymour  ( 6 mars 1897 - 13 novembre 1963 ) était une gymnaste artistique britannique.

## Carrière
Ethel Seymour remporte aux Jeux olympiques d'été de 1928 à Amsterdam la médaille de bronze du concours général par équipes féminin avec Amy Jagger, Carrie Pickles, Annie Broadbent, Jessie Kite, Lucy Desmond, Doris Woods, Margaret Hartley, Queenie Judd, Midge Moreman, Ada Smith et Hilda Smith.